# 李徳明
李 徳明（り とくめい、太平興国6年（981年）- 明道元年（1032年）11月）は、西夏王朝の実質的な建国者。字は阿移。
父の李継遷の業績を発展させたのみならず、外交面でも大勢力である宋・遼の間で巧みな外交手腕を発揮し、西夏の基礎を築いた。

## 生涯
景徳元年（1004年）に李継遷の戦傷死により夏王の地位を継承した。その治世での特徴は宋及び遼に両属した外交姿勢であり、宋・遼に対し臣下を称して冊封を受け、外交的な安定を確保し西域経営を積極的に推進した。
西域では吐蕃及び回鶻を攻撃、西涼府・甘州・瓜州・沙州等を支配下に置き、その勢力範囲は玉門関から河西回廊に及んだ。また対外面での安定は国内の農生産を大いに発展させた。
天禧4年（1020年）、都城を西平府より懐遠鎮に遷し興州と改名、その後西夏の国都として栄える興慶府（現在の寧夏回族自治区銀川市）の基礎を築いた。
天聖6年（1028年）に長男李元昊を王太子に立てた。明道元年（1032年）に51歳で薨去。後に光聖皇帝の諡号と太宗の廟号が追贈されている。